# Nanpantan
Nanpantan är en by i unparished area Loughborough, i distriktet Charnwood, i grevskapet Leicestershire i England. Byn är belägen 15 km från Leicester. Nanpanton var en civil parish 1894–1936 när blev den en del av Loughborough. Civil parish hade 680 invånare år 1931.